# Şərif
Şərif è un comune dell'Azerbaigian situato nel distretto di Balakən.